# Álcool 70
O álcool 70 (álcool etílico hidratado 70º INPM) é um desinfetante de média eficiência que contém álcool etílico e água (deionizada), ou seja, uma solução aquosa de álcool. A quantidade de álcool pode ser avaliada segundo a fração em volume ou a fração em massa.
O Grau GL (°GL) é a fração em volume ou percentual em volume (%v) e o Grau INPM é a fração ou percentual em massa ou em peso (%p). Ressalta-se que GL é a sigla de Gay Lussac e INPM é a sigla de Instituto Nacional de Pesos e Medidas. Portanto, o álcool 70 é o nome comercial do álcool 70 °INPM (70% p/p) ou 77 °GL (77% v/v).

## Atividade Antimicrobiana das Soluções Alcoólicas

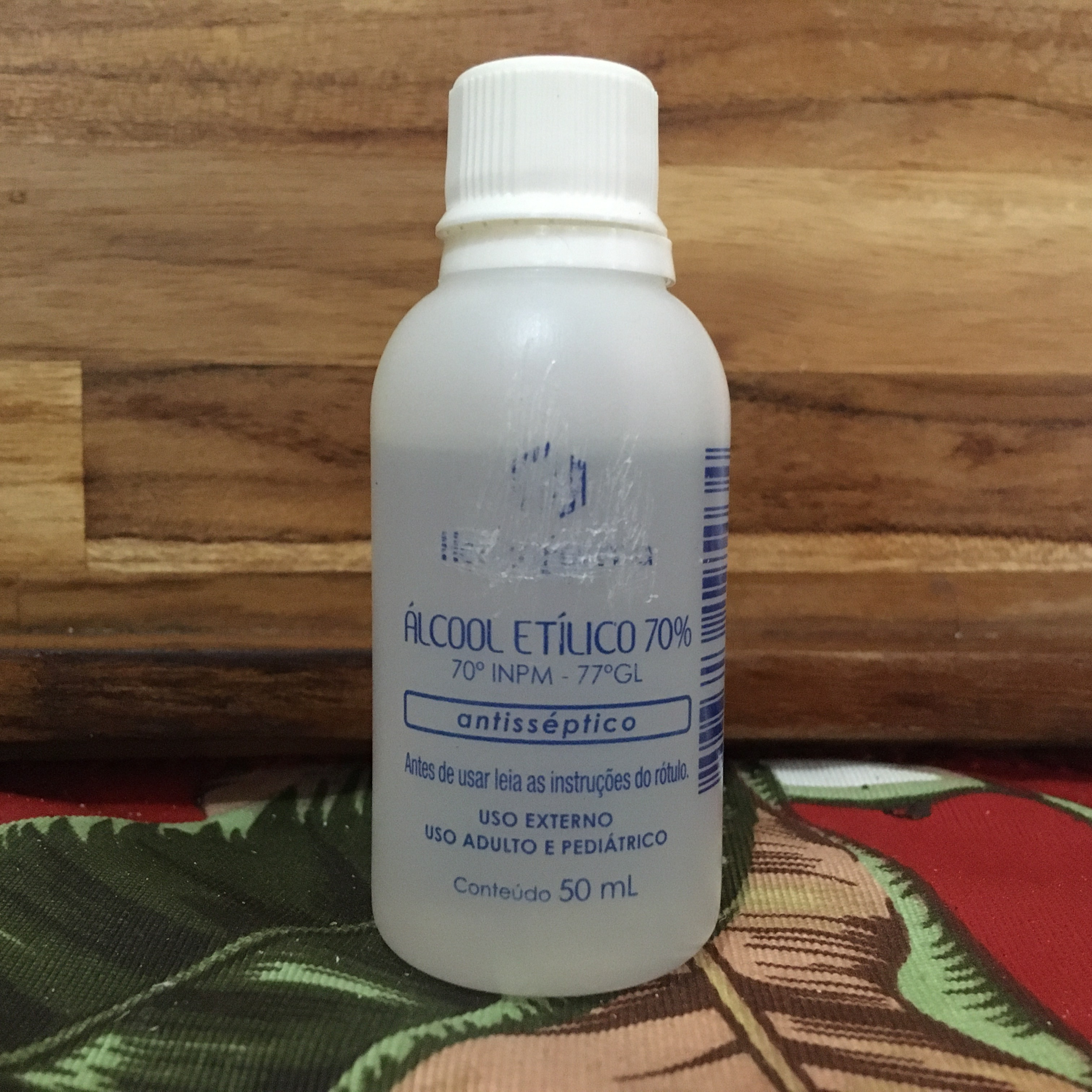
Embalagem de álcool 70%.

A atividade antimicrobiana das soluções alcoólicas está condicionada à sua concentração em peso ou em volume em relação à água. A solução alcoólica ideal é aquela com concentração de 70% p/p (70 ºINPM) ou 77% v/v (77 ºGL) onde “p” é o peso e “v”, o volume. Nessa concentração, o álcool desidrata a parede celular do micro-organismo, podendo penetrar no seu interior, onde irá desnaturar proteínas, fato que não ocorre quando se utiliza o álcool acima ou abaixo da concentração ideal.
Os álcool etílico e o álcool isopropílico são considerados desinfetantes de nível intermediário, empregados tanto na desinfeção de superfícies e instrumentos como na antissepsia da pele. O efeito antimicrobiano do álcool, que se dá pela desnaturação de proteínas e a dissolução de gorduras, destrói, por exemplo, a membrana do Mycobacterium tuberculosis e do HSV (vírus da herpes simples). A ação antimicrobiana do álcool é efetiva na presença de matéria orgânica que, quando aderida à superfície do material a ser desinfetado, funciona como uma barreira mecânica à ação do álcool sobre os microrganismos.
As soluções de álcool são, portanto, germicidas e sua ação é imediata, com praticamente nenhuma ação residual. Quando associado ao iodo (0,5 a 1,0% de iodo livre) na formulação do álcool iodado, o álcool pode apresentar um maior efeito residual e bactericida, mas essas soluções tornam-se irritantes para a pele. Com a associação de glicerina a 2%, pode-se evitar o ressecamento da pele e a rápida evaporação do álcool.
Pode-se citar como vantagens da desinfecção com o álcool 70%, os seguintes aspectos:
- bactericida de ação rápida;
- ação na presença do Mycobacterium tuberculosis e virucida (somente para vírus lipofílicos);
- irritante leve;
- baixo custo;
- não-tóxico;
- incolor e não deixa resíduos.

Como desvantagens, podemos considerar as seguintes características:
- não é esporicida;
- tem atividade diminuída na presença de matéria orgânica;
- danifica material de plástico, borracha ou acrílico;
- evapora rapidamente, com diminuição da atividade antimicrobiana em sangue seco, saliva e outras matérias orgânicas;
- não tem registro como desinfetante na EPA (“Environmental Protection Agency”); e
- não é aceito pela “American Dental Association - ADA” como desinfetante de superfície fixa e instrumental;
- não apresenta ação contra vírus hidrofílicos;
- não tem ação residual; e
- é um desinfetante de nível médio.

O uso do álcool 70% como agente de desinfecção e antissepsia é bastante popular por se tratar de um processo simples, relativamente rápido e de baixo custo para se realizar o controle da infecção. No entanto, o uso do álcool, que é considerado um desinfetante de nível intermediário, sua utilização acaba sendo, muitas vezes, superestimada, provavelmente devido à sua facilidade de aquisição e praticidade de uso.

## No Brasil
No Brasil, a comercialização do álcool 70, na forma líquida, direta ao consumidor é proibida desde 2002 por conta do grande número de acidentes registrados, sendo responsável por quase 20% da totalidade das queimaduras que ocorrem no país. A comercialização do produto é permitida na forma de gel antisséptico e na forma líquida, em farmácias e em embalagem de até 50 mililitros (ml).

Em 2020, por conta da alta demanda decorrente da Pandemia de COVID-19, o produto volta a ser comercializado, retomando sua proibição a partir de 30 de abril de 2024.